# Banda presidencial de Colombia
La banda presidencial de Colombia es la que distingue al jefe del Estado. Esta ostentará los mismos colores de la bandera, en igual posición y el escudo de armas. Esta insignia terminará con dos borlas sin otro emblema. Será usará en sus retratos oficiales y el día de su transmisión de mando, el 7 de agosto, cuando inicia su mandato.
La actual banda presidencial tiene 2 metros con 15 centímetros de largo y 12 centímetros de ancho. Las borlas alcanzan los 8 centímetros. La hoja es de 10 cm de ancho con tres franjas la amarilla más ancha que las dos últimas que serán del mismo ancho, el azul y rojo. Se hace en una sola pieza de tela hecha en ambos colores.
Existen diferentes modelos de banda presidencial. Algunas de ellas ha tenían el escudo de guerra, encerrado en un círculo rojo; en otro se usó una versión del escudo modificada en la que solo estaba el blasón y el águila.